# Helmuth Liesegang

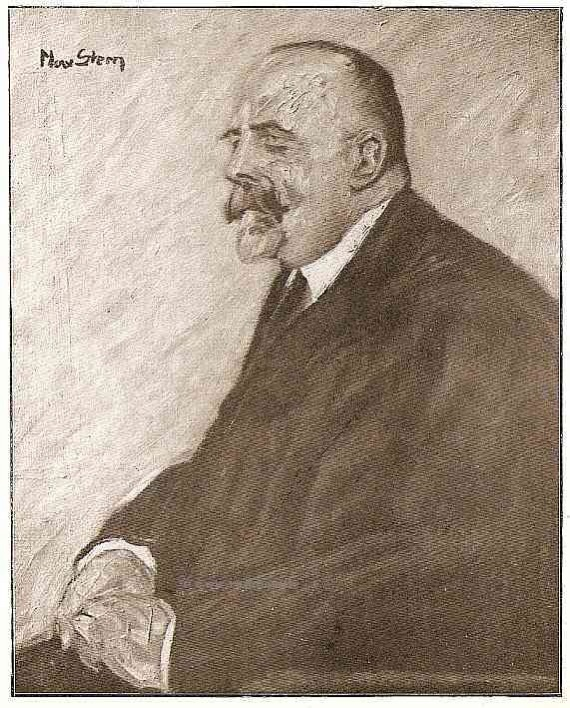
Helmuth Liesegang, von Max Stern, um 1910

Helmuth Liesegang (* 18. Juli 1858 in Duisburg; † 31. Juli 1945 in Leipzig) war ein deutscher Landschaftsmaler der Düsseldorfer Schule.

## Familie und Werdegang
Liesegang wurde als Sohn des Gymnasialoberlehrers Dr. phil. Helmuth [Karl Albert] Liesegang (1827–1914) und dessen Gattin Agnes geb. Jüngel (* 1836) in Duisburg geboren. Sein Großvater war Wilhelm Liesegang (1791–1878), Superintendent in Perleberg. Unter den sechs Geschwistern Liesegangs ragt sein Bruder Erich (1860–1931) hervor, der 1899 Direktor der Landesbibliothek in Wiesbaden werden sollte. 1868 zog die Familie nach Kleve, wo der Vater 28 Jahre bis 1896 das Königliche Gymnasium leitete. Bereits als Jugendlicher streifte Liesegang gern in der Umgebung Kleves umher, um zu zeichnen.
Nach dem Klever Gymnasium besuchte er von 1877 bis 1886 die Kunstakademie Düsseldorf. Dort wurde Eugen Dücker einer seiner wichtigsten Lehrer. Das Radieren erlernte er bei Carl Ernst Forberg. Zusammen mit Arthur Kampf reiste er 1885 nach Paris, wo die französische Malerei auf ihn wirkte, etwa die Schule von Barbizon  und Arbeiten von Jean-François Millet sowie Jules Bastien-Lepage. Als Nachahmer der Haager Schule fühlte er sich zu den Landschaften Belgiens und Hollands hingezogen, die er in anschließenden Wanderjahren erkundete. In Katwijk begegnete er Max Liebermann. Zu seinen engeren Freunden zählte Olof Jernberg. 1889 gründete Liesegang – als Reaktion auf die Ausstellungspolitik des mit der Kunstakademie verbundenen Kunstvereins für die Rheinlande und Westfalen – mit Jernberg, Eugen Kampf und Heinrich Hermanns den „Lucas-Club“, eine fortschrittliche Verbindung von Landschaftsmalern, die Anregungen der Haager Schule und der Schule von Barbizon mit den Errungenschaften des Impressionismus zu verbinden suchte. 1891 wurde der „Lucas-Club“ der neu gegründeten Freien Vereinigung Düsseldorfer Künstler untergeordnet, wovon sich allerdings 1899 der „St. Lukas-Club“ (gegründet u. a. von Liesegang, Hermanns, Jernberg, Arthur Kampf, August Deusser, Otto Heichert und Gustav Wendling) und die Vereinigung von 1899 abspalteten. Den als untalentiert von der Kunstakademie entlassenen Julius Bretz unterrichtete er privat, ebenso Fred Kocks, der später als Kulturmanager im Nationalsozialismus Karriere machte. Liesegang war ab 1888 Mitglied des Künstlervereins Malkasten. Außerdem war er Mitglied des Deutschen Künstlerbundes und des Vereins der Düsseldorfer Künstler zur gegenseitiger Unterstützung und Hilfe.
An etlichen großen Ausstellungen nahm er teil, insbesondere an den Ausstellungen des Jungen Rheinlands, der Rheingruppe und der Rheinischen Sezession. 1943 verlieh man ihm die Goethe-Medaille, 1944 den Cornelius-Preis. Ferner erhielt er die Preußische Goldene Staatsmedaille, die Österreichische Staatsmedaille, ein Ehrendiplom in Paris (1900) sowie weitere Auszeichnungen in London und Chicago. In hohem Alter wurde er mit dem Professorentitel geehrt. 1928/1929 schrieb Liesegang seine Erinnerungen unter dem Titel Aus meinen Lehr- und Wanderjahren nieder. In der Zeit des Nationalsozialismus war Liesegang auf den Großen Deutschen Kunstausstellungen 1943 und 1944 mit jeweils einem Werk vertreten. Er stand 1944 in der Gottbegnadeten-Liste des Reichsministeriums für Volksaufklärung und Propaganda.
Nach Luftangriffen auf Düsseldorf fand er am Ende des Zweiten Weltkriegs Aufnahme in Leipzig, wo er 87-jährig starb. Bestattet wurde Liesegang auf dem Düsseldorfer Nordfriedhof.

## Werk (Auswahl)

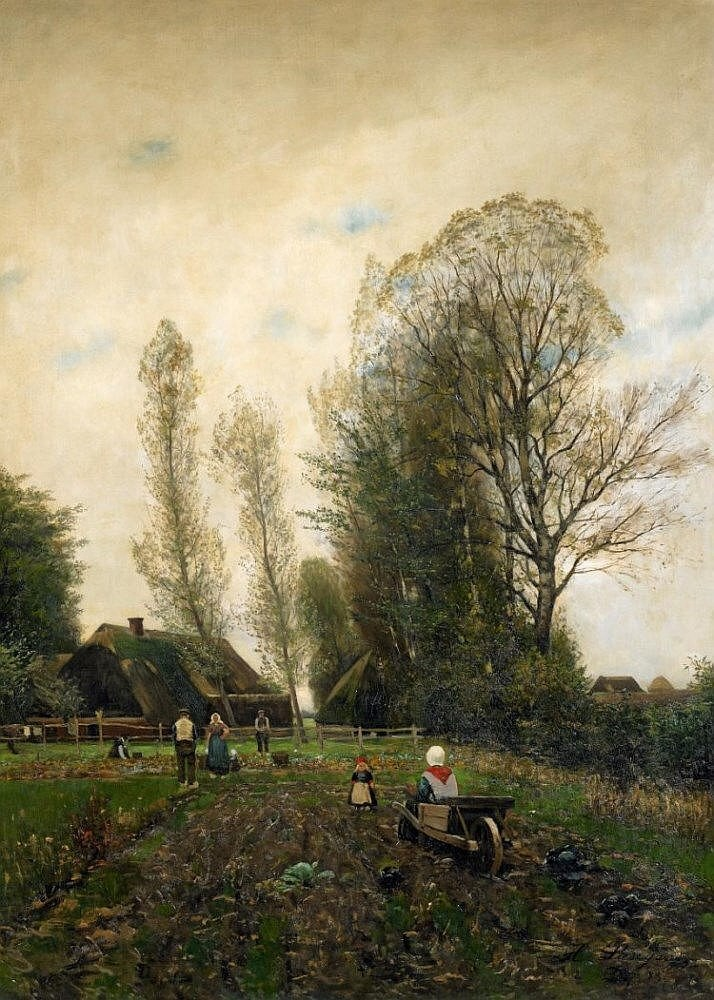
Bauernhaus am Niederrhein, um 1890

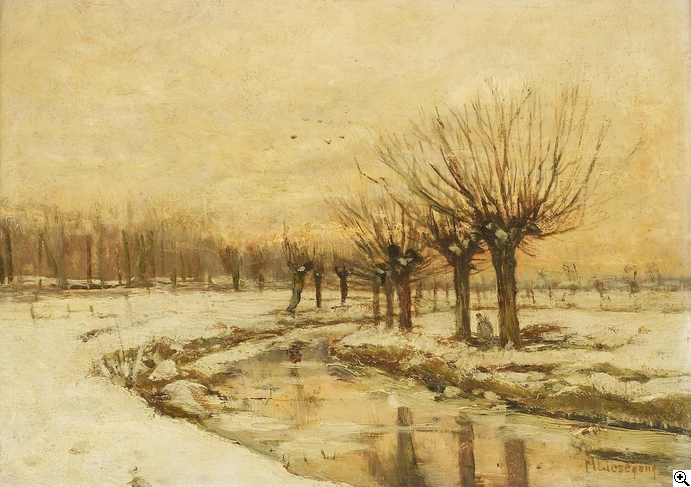
Winter im Düsseltal

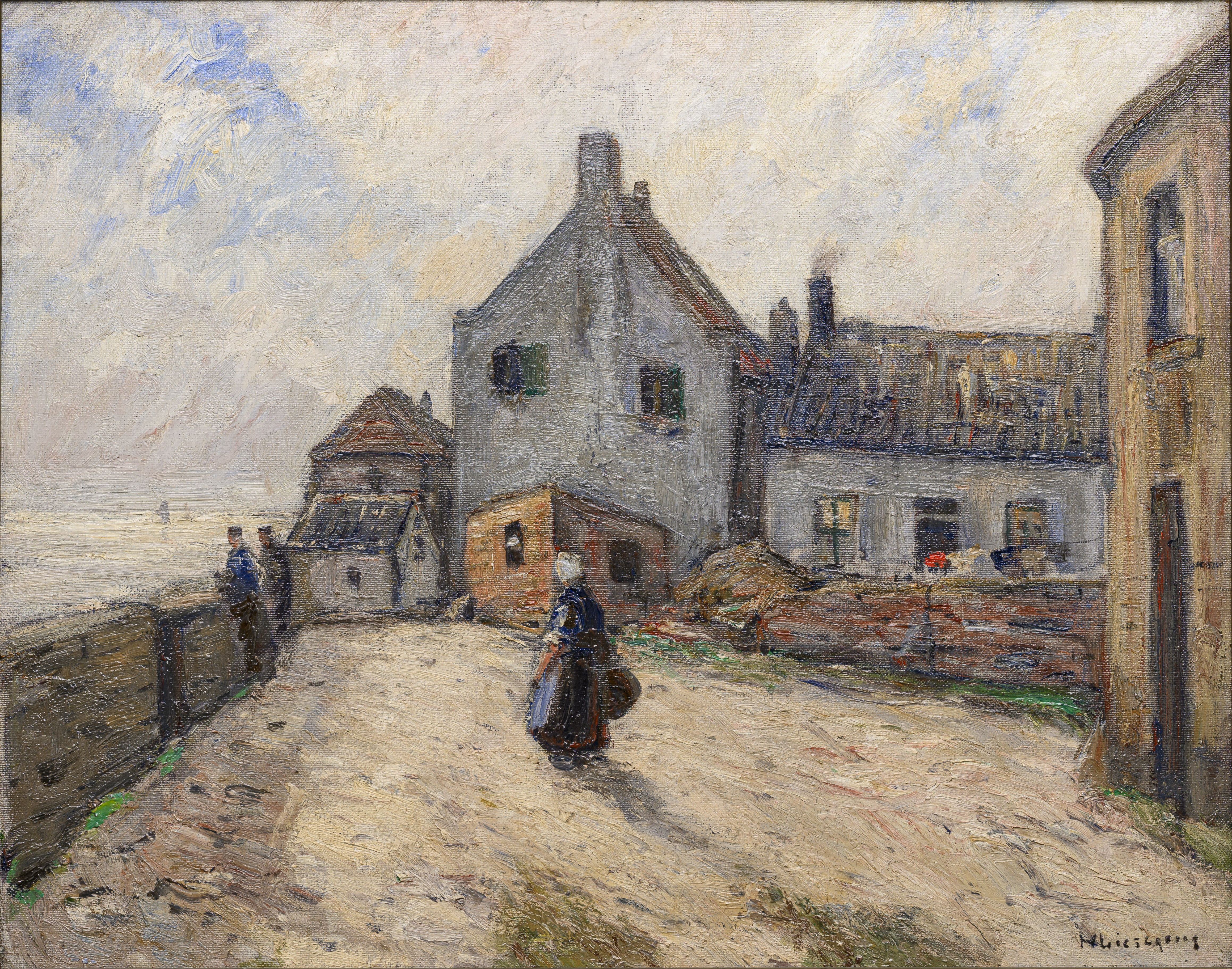
Hofszene am Niederrhein

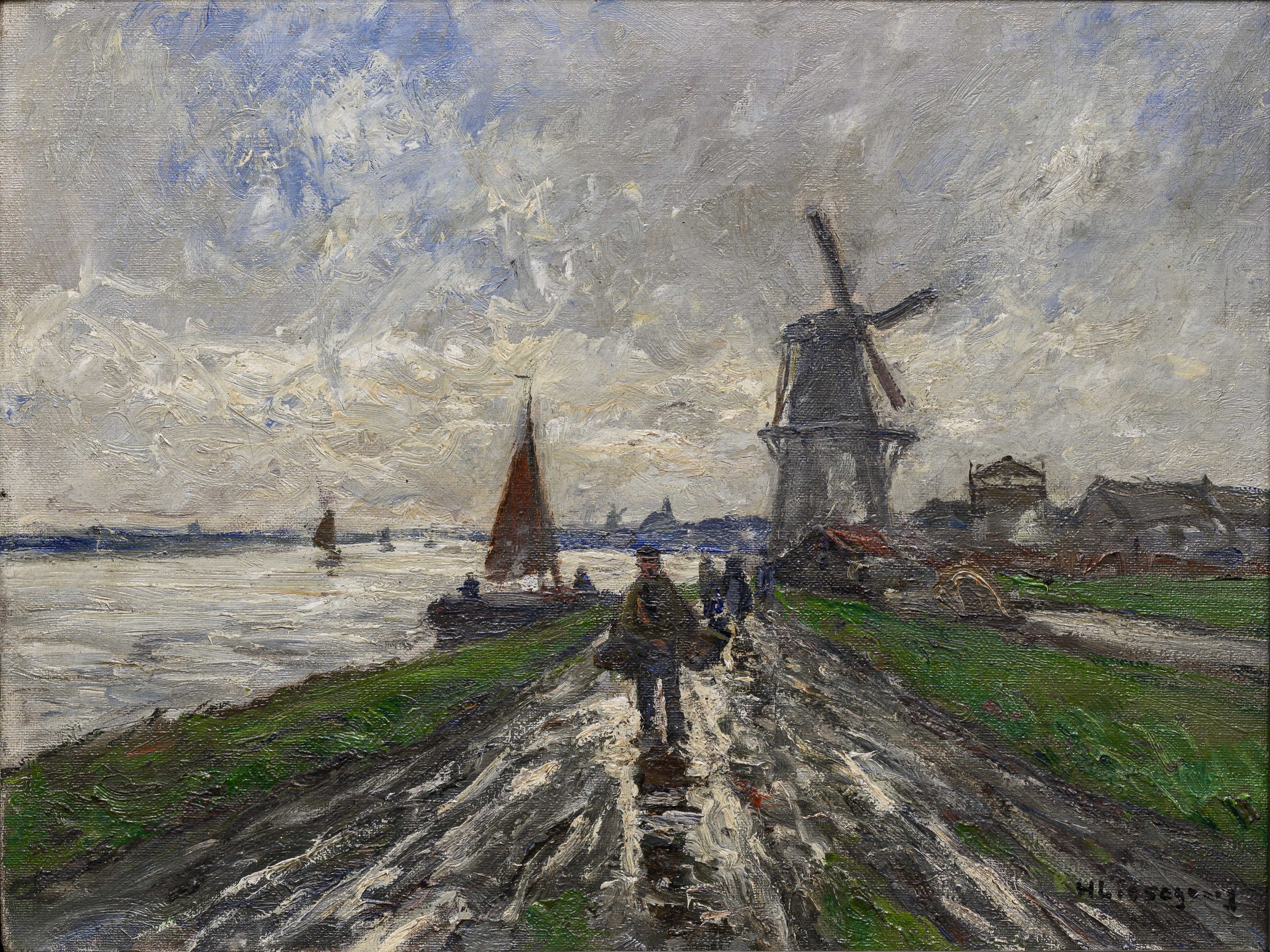
Am Fluss nach dem Gewitter

Liesegangs Hauptmotiv war der Niederrhein, dessen Landschaften und Veduten er in naturalistisch und impressionistisch geprägter Malweise sowie oft großen Bildformaten festhielt. Aber auch Ansichten aus industriell geprägten Großstädten finden sich in seinem Werk. Unter den Malern der Düsseldorfer Schule zählt Liesegang zusammen mit Olof Jernberg zu den „Vorreitern des Impressionismus“.
- Am frühen Morgen
- Große Herbstlandschaft mit Reisigsammlerin im Wald
- Netzflicker am Niederrhein
- Altes Städtchen
- Frühling am Niederrhein
- Winterlandschaft, 1898[9]
- Altwasser am Niederrhein, 1899, Museum Kunstpalast[10]
- Herbstlaub
- Letzte Sonne
- Winterabend
- Niederrheinisches Gehöft
- Winter in Holland
- Landweg nach dem Regen
- Brügge im Schnee
- Vor der Kirche
- Haarlem
- Kirchplatz in Kleve
- Schäfer mit Herde
- Dorfszene in Holland
- Aalfischer in Holland
- Flusslandschaft in Holland
- Winter im Düsseltal

Publikationen (Auswahl)
- Bilder von der flandrischen Küste. In: Westermanns Monatshefte. Band 118.II, August 1915, S. 769–779 (Textarchiv – Internet Archive).

## Ehrung
Im Jahre 1989 wurde in Düsseldorf an der Liesegangstraße ein Säulenfragment des abgebrochenen Neuen Rathauses aufgestellt. Der so genannte „Liesegangstein“ dient der Erinnerung an den Landschaftsmaler Helmuth Liesegang.

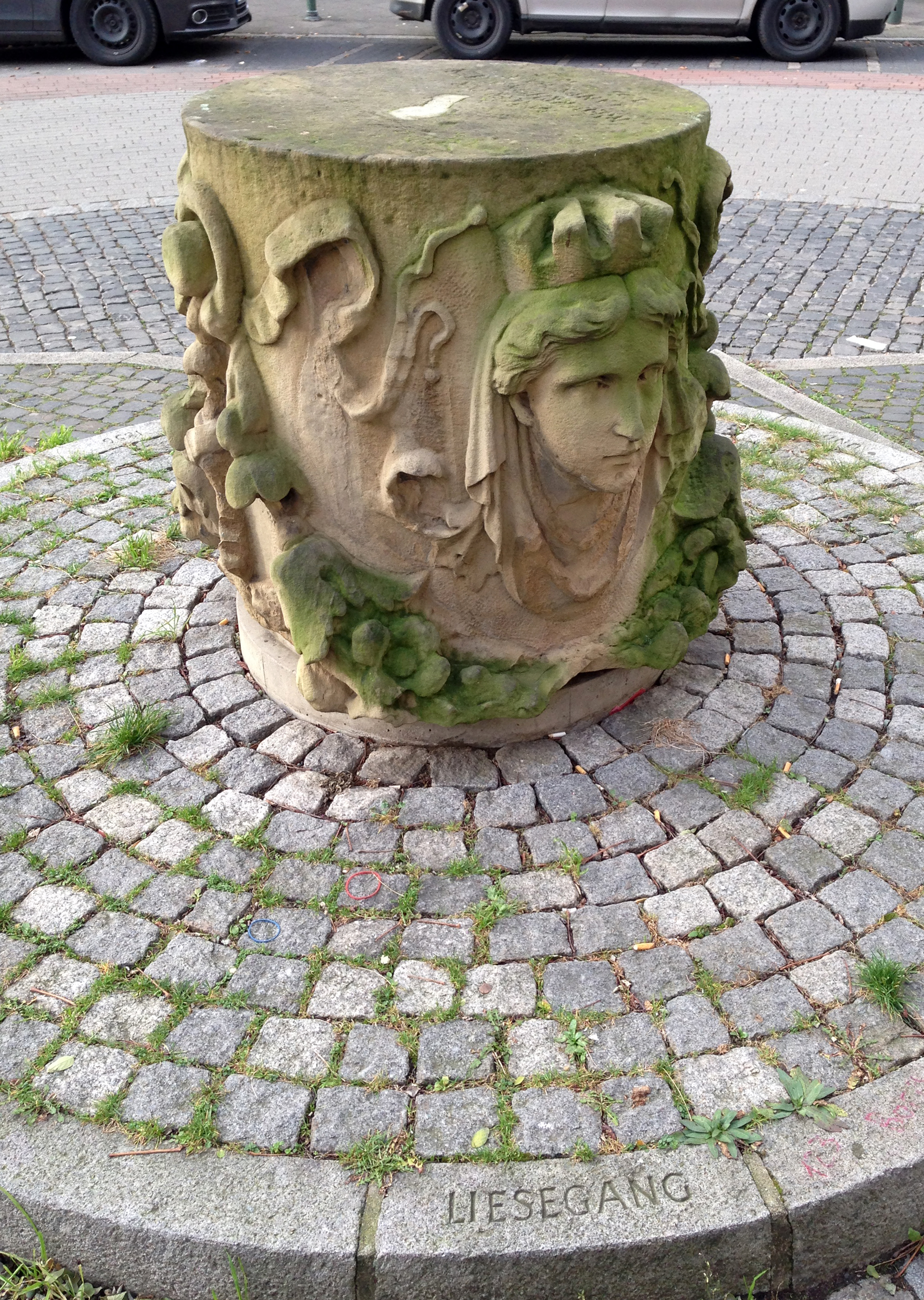
Liesegangstein, 2017